# Raymond Meijs
Raymond Meijs (* 13. März 1968 in Valkenburg (Zuid-Holland)) ist ein ehemaliger niederländischer Radrennfahrer.

## Sportliche Laufbahn
Meijs war im Straßenradsport aktiv. 1985 gewann er das Einzelrennen bei den Straßenradsport-Weltmeisterschaften der Junioren sowie die nationale Meisterschaft der Junioren. 
1990 wurde er Berufsfahrer im Radsportteam TVM-Joko und blieb bis 2003 als Radprofi aktiv. Das Rennen Hel van het Mergelland gewann er von 1997 bis 1999. 1991 siegte er in der Gesamtwertung der Tour de la Province de Liège mit einem Etappensieg. In der Niedersachsen-Rundfahrt gelang ihm ebenfalls ein Tageserfolg. 1994 siegte er im Grote Prijs Stad Sint-Niklaas. 1999 gewann er den Grand Prix de Hannut. Dazu kamen einige Erfolge in Kriterien und Rundstreckenrennen. Zweite Plätze holte Meijs in der niederländischen Ronde van Limburg 1989, im Grand Prix de Wallonie 1993, bei Rund um den Flughafen Köln-Bonn und bei Rund um Köln hinter Jens Heppner 1999, bei Groningen–Münster 2000 und bei Dwars door Gendringen 2001. Im Giro d’Italia 1992 war er ausgeschieden. Dritter wurde er in der Straßenmeisterschaft der Amateure 1991.